# Nohant-Vic
Nohant-Vic település Franciaországban, Indre megyében. Lakosainak száma 451 fő (2022. január 1.). Nohant-Vic Lourouer-Saint-Laurent, Montgivray, Montipouret, Saint-Chartier, Sarzay és Verneuil-sur-Igneraie községekkel határos.

## Népesség
A település népességének változása:
| Lakosok száma | 608  | 480  | 481  | 477  | 481  | 463  | 450  | 449  | 448  | 451  |
|               | 1968 | 1982 | 1990 | 2006 | 2013 | 2015 | 2017 | 2019 | 2020 | 2022 |